# Стадемайр, Амаре
Ама́ре Карса́рес Ста́демайр (англ. Amar'e Carsares Stoudemire; родился 15 ноября 1982 в Лейк-Уэйлсе, штат Флорида) — американский профессиональный баскетболист, 14 сезонов выступавший в Национальной баскетбольной ассоциации за клубы «Финикс Санз», «Нью-Йорк Никс», «Даллас Маверикс» и «Майами Хит». В НБА пришёл сразу после окончания школы, минуя колледж, был выбран под девятым номером клубом «Финикс Санз» на драфте 2002 года. Лучший новичок НБА 2003 года.
В составе сборной США стал бронзовым призёром Олимпийских игр 2004 года в Афинах.

## Биография
Амар’е Карсарес Стадемайр родился 15 ноября 1982 года в Лейк-Уэйлсе, штат Флорида. Отец умер, когда Амаре было 12 лет, а мать в те годы часто бывала в тюрьме, вследствие чего он побывал в шести разных школах, прежде чем окончить школу «Сайпресс Крик». До 14 лет Стадемайр баскетболом серьёзно не занимался, а заиграл лишь в течение двух лет в школе, но уже тогда стал MVP летней лиги Nike. Сразу после окончания школы, минуя колледж, Стадемайр выставил себя на драфт НБА в 2002 году, чтобы быстрее помочь своей семье с деньгами, и был выбран «Финиксом» под общим девятым номером.

## Профессиональная карьера

### Финикс Санз (2002—2010)

#### Ранние годы
В своем первом сезоне Амаре в среднем набирал 13,5 очков и 8,8 подборов. Также в своем первом сезоне, 30 декабря 2002 года, в матче против «Миннесоты» Амаре набрал 48 очков. Следующий сезон был не очень удачным для «Финикса». Команда закончила сезон с рекордом 29-53, а также потеряла своего основного разыгрывающего Стефана Марбери.
В 2004 году, Амаре сыграл за сборную США на Олимпийских играх в Афинах, и выиграл бронзовую медаль.
Сезон 2004—2005 стал гораздо более удачным. Амаре вместе с его напарником по команде, разыгрывающем Стивом Нэшом, вывели «Финикс» в плей-офф, с результатом 62-20. Также в этот сезон, 2 января 2005 года, в игре против «Портленда», Амаре набрал 50 очков, и установил свой карьерный рекорд по очкам. В этом сезоне он был впервые приглашен на матч всех звёзд НБА 2005, в качестве запасного игрока.
В финале западной конференции, против «Сан-Антонио Спёрс», Амаре набрал 37 очков, но Финикс уступил Сан-Антонио в 5 играх.

#### Проблемы с коленом
18 октября 2005 года, Амаре перенес операцию на колене из-за чего пропустил почти весь сезон 2005/2006.

#### 2006/2007
Сменив свой игровой номер с 32 на 1 (последним под ним в клубе выступал Дижон Томпсон), вернулся в строй к следующему чемпионату, подготовку к которому провел вместе со сборной страны, которую возглавил Майк Кшижевски. Майк планировал тур по Азии, однако отговорил игрока выступать для того, чтобы тот смог залечить свои травмы.
По окончании сезона Амаре был включен в первую символическую сборную лиги. Кроме того, он был приглашен на Матч Всех Звезд 2007, второй в его карьере. В нём он набрал 29 очков, сделал 9 подборов и был вторым по результативности в команде после Коби Брайанта, ему же проиграл и титул MVP.
В играх плей-офф его команда вышла на «Сан-Антонио Спёрс». Амаре обвинил игроков «Спёрс» Эмануэля Джинобили и Брюса Боуэна в «грязной игре».

#### 2007/2008
После окончания сезона 2007/2008, Стадемайр лидировал в Финиксе по количеству очков (25,2) и подборов (9,1), и был избран во Вторую Символическую Пятёрку НБА. Стадемайр также играл с Шакилом О’Нилом, которого Финикс получили в феврале.
В плей-офф 2007/2008 «Финикс» снова уступил «Сан-Антонио Спёрс» со счётом 4-1. По окончании сезона главный тренер Финикса Майк Д’Антони перешёл в «Нью-Йорк Никс».

#### 2008/2009
С новым тренером Терри Портером «Санз» стал значительно увеличивать свою защиту и больше контролировать нападение. Стадемайр снова попал на матч Всех Звёзд.
19 Февраля 2009 года в матче против «Клипперс» Амаре повредил сетчатку глаза, и пропустил весь оставшийся сезон. Врачи прописали ему играть в защитных очках.

#### 2009/2010
Закончив сезон с рекордом 54-28, Финикс вышли в плей-офф, где в первом раунде их соперником становится «Портлэнд».
Финикс выиграли серию со счетом 4-2 и вышли на «Сан-Антонио Спёрс», которых без проблем прошли со счетом 4-0.
В Финале Конференции им пришлось сразиться с Лэйкерс. Сначала Финикс проигрывал серию 2-0, но после 42 очков Амаре в третьей игре, и 21 в четвёртой, «Финикс» сравняли серию. Но оставшиеся 2 игры «Финикс» проиграл. Итого, счет в серии 4-2.

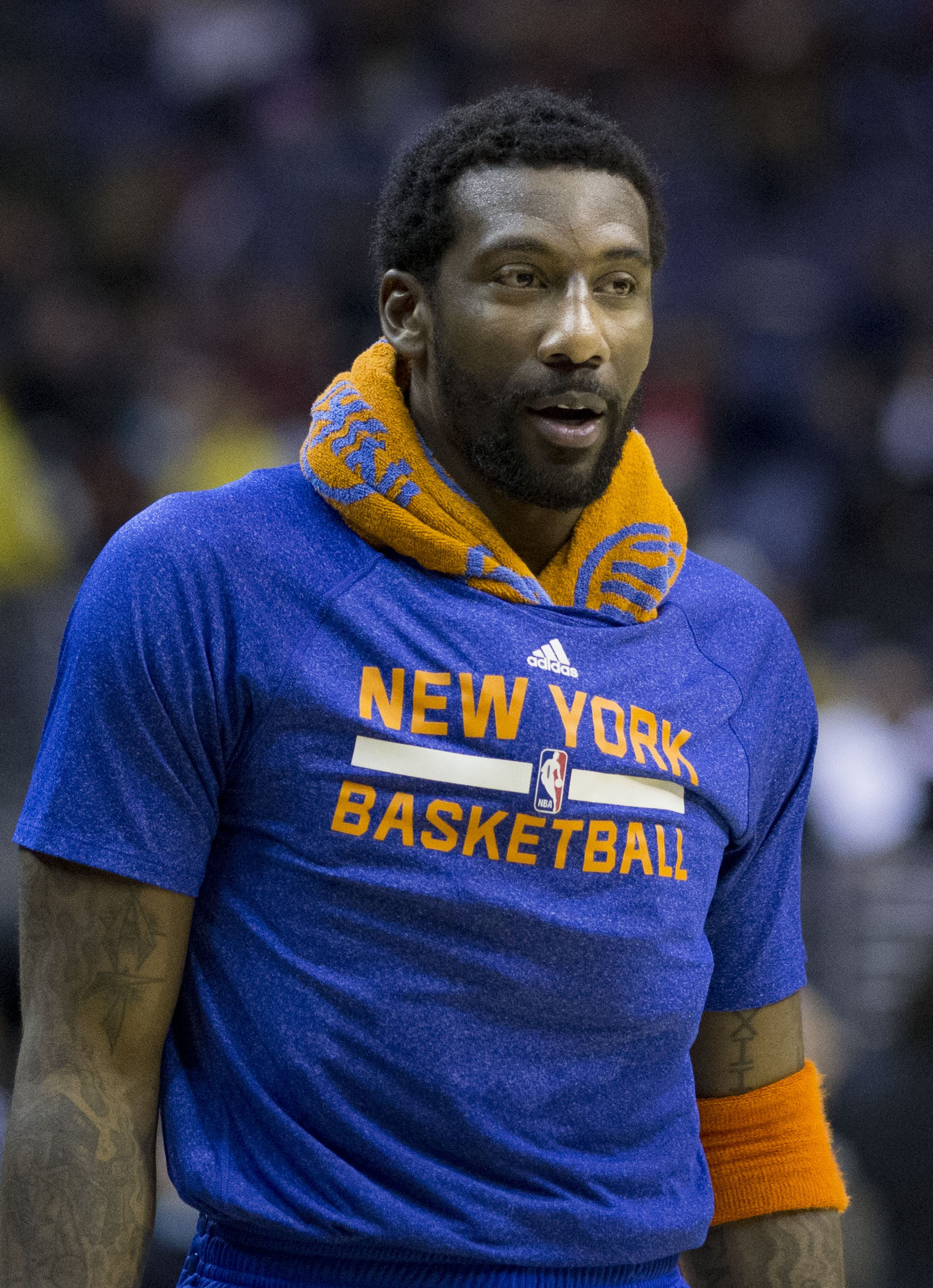
Амар Стадемайер в команде New York Knicks, 2013 год

### Нью-Йорк Никс (2010—2015)
30 июня 2010 года Амаре подписал контракт сроком на 5 лет, за который он получит 100 млн. Под руководством бывшего тренера «Финикс Санз» Майка Д’Антони, Амаре выводил Никс в плей-офф. Был приглашен на Матч Всех Звёзд 2011 в стартовом состав вместе с Дерриком Роузом, ЛеБроном Джеймсом, Дуэйном Уэйдом и Дуайтом Ховардом. В феврале Никс получили звёздного форварда Денвера Кармэло Энтони и защитника Чонси Биллапса. В том сезоне, Никс впервые вышли в плей-офф с 2003 года. В первом раунде они играли против Бостона и уступили 0-4.

### Завершение карьеры в НБА
Желая закончить свою карьеру в «Нью-Йорк Никс», Стадемайр подписал контракт с командой 26 июля 2016 года и в тот же день объявил о завершении своей профессиональной карьеры в НБА после 14 сезонов.

### Хапоэль Иерусалим (2016—2019)
1 августа 2016 года он подписал двухлетний контракт с израильским клубом «Хапоэль» (Иерусалим), с которым стал чемпионом Израиля. 1 сентябре 2017 года Стадемайр объявил о завершении карьеры.
В феврале 2018 года Стадемайр присоединился к команде BIG3 Tri State в качестве помощника капитана. Спустя три месяца Стадемайр объявил, что рассматривает возможность возвращения в профессиональный баскетбол и в НБА.
24 сентября Стадемайр объявил о том, что возвращается в баскетбол, и подписал контракт с иерусалимским «Хапоэлем» на сезон 2018/19. 31 октября Стадемайр набрал максимальные за сезон 24 очка, реализовав 10 из 16 бросков с игры, и сделал семь подборов в победе над «Фуэнлабрада», после чего был включен в состав команды недели Лиги чемпионов. 2 мая 2019 года Стадемайр был назван лучшим игроком месяца в израильской Премьер-лиге, набирав в среднем 16,3 очка и 7,5 подбора за игру в четырех матчах, сыгранных в апреле.

### Фуцзянь Старджонс (2019)
30 октября 2019 года Стадемайр подписал контракт с командой «Фуцзянь Старджонс» из Китайской баскетбольной ассоциации. Он принял участие в 11 матчах за «Старджонс», набирая в среднем 19,3 очка и 8,3 подбора за игру. В середине декабря 2019 года Стадемайр покинул команду и вернулся в США.

### Маккаби Тель-Авив (2020)
22 января 2020 г. Стадемайр вернулся в Израиль, подписав контракт с командой «Маккаби Тель-Авив» до конца сезона. В июле 2020 года он помог «Маккаби» выиграть чемпионат и стал MVP финала Высшей лиги израильского баскетбола.

## Тренерская карьера
30 октября 2020 года Стадемайр стал тренером по развитию игроков клуба «Бруклин Нетс». 12 мая 2022 года Стадемайр объявил, что не вернется в «Нетс» на сезон 2022/23.

## Личная жизнь
У Стадемайера четверо детей от его жены Алексис Уэлч. Пара познакомилась в 2002 году, поженились 12 декабря 2012 года.
В интервью 2010 года Стадемайер заявил, что он имеет еврейское происхождение со стороны матери. В 2013 году Амар встретился с президентом Израиля Шимоном Пересом, который попросил его присоединиться к баскетбольной сборной Израиля. По сообщениям прессы в апреле 2018 года Стадемайер начал подготовку к переходу в иудаизм.

## Личные достижения
- Участник Матча всех звёзд НБА: 2005, 2007, 2008, 2009, 2010, 2011
- Включён в символическую сборную всех звёзд сезона:
  - В первую команду: 2007
  - Во вторую команду: 2005, 2008, 2010, 2011
- Включён в первую команду символической сборной новичков: 2003
- Новичок года: 2003
- Самый ценный игрок испытания новичков: 2004
- Чемпион Израиля: 2017[23]

## Статистика

### Статистика в НБА
| Сезон                                                                                    | Команда  | Регулярный сезон | Регулярный сезон | Регулярный сезон | Регулярный сезон | Регулярный сезон | Регулярный сезон | Регулярный сезон | Регулярный сезон | Регулярный сезон | Регулярный сезон | Регулярный сезон | Серия плей-офф | Серия плей-офф | Серия плей-офф | Серия плей-офф | Серия плей-офф | Серия плей-офф | Серия плей-офф | Серия плей-офф | Серия плей-офф | Серия плей-офф | Серия плей-офф |
| Сезон                                                                                    | Команда  | GP               | GS               | MPG              | FG%              | 3P%              | FT%              | RPG              | APG              | SPG              | BPG              | PPG              | GP             | GS             | MPG            | FG%            | 3P%            | FT%            | RPG            | APG            | SPG            | BPG            | PPG            |
| ---------------------------------------------------------------------------------------- | -------- | ---------------- | ---------------- | ---------------- | ---------------- | ---------------- | ---------------- | ---------------- | ---------------- | ---------------- | ---------------- | ---------------- | -------------- | -------------- | -------------- | -------------- | -------------- | -------------- | -------------- | -------------- | -------------- | -------------- | -------------- |
| 2002/03                                                                                  | Финикс   | 82               | 71               | 31,3             | 47,2             | 20,0             | 66,1             | 8,8              | 1,0              | 0,8              | 1,1              | 13,5             | 6              | 6              | 33,8           | 52,3           | 100,0          | 57,1           | 7,8            | 1,2            | 1,7            | 1,5            | 14,2           |
| 2003/04                                                                                  | Финикс   | 55               | 53               | 36,8             | 47,5             | 20,0             | 71,3             | 9,0              | 1,4              | 1,2              | 1,6              | 20,6             | Не участвовал  | Не участвовал  | Не участвовал  | Не участвовал  | Не участвовал  | Не участвовал  | Не участвовал  | Не участвовал  | Не участвовал  | Не участвовал  | Не участвовал  |
| 2004/05                                                                                  | Финикс   | 80               | 80               | 36,1             | 55,9             | 18,8             | 73,3             | 8,9              | 1,6              | 1,0              | 1,6              | 26,0             | 15             | 15             | 40,1           | 53,9           | 0,0            | 78,1           | 10,7           | 1,2            | 0,7            | 2,0            | 29,9           |
| 2005/06                                                                                  | Финикс   | 3                | 3                | 16,8             | 33,3             | 0,0              | 88,9             | 5,3              | 0,7              | 0,3              | 1,0              | 8,7              | Не участвовал  | Не участвовал  | Не участвовал  | Не участвовал  | Не участвовал  | Не участвовал  | Не участвовал  | Не участвовал  | Не участвовал  | Не участвовал  | Не участвовал  |
| 2006/07                                                                                  | Финикс   | 82               | 78               | 32,8             | 57,5             | 0,0              | 78,1             | 9,6              | 1,0              | 1,0              | 1,3              | 20,4             | 10             | 10             | 34,3           | 52,3           | 33,3           | 76,9           | 12,1           | 0,6            | 1,3            | 1,9            | 25,3           |
| 2007/08                                                                                  | Финикс   | 79               | 79               | 33,9             | 59,0             | 16,1             | 80,5             | 9,1              | 1,5              | 0,8              | 2,1              | 25,2             | 5              | 5              | 40,8           | 48,5           | 25,0           | 63,3           | 9,0            | 0,4            | 1,4            | 2,4            | 23,2           |
| 2008/09                                                                                  | Финикс   | 53               | 53               | 36,8             | 53,9             | 42,9             | 83,5             | 8,1              | 2,0              | 0,9              | 1,1              | 21,4             | Не участвовал  | Не участвовал  | Не участвовал  | Не участвовал  | Не участвовал  | Не участвовал  | Не участвовал  | Не участвовал  | Не участвовал  | Не участвовал  | Не участвовал  |
| 2009/10                                                                                  | Финикс   | 82               | 82               | 34,6             | 55,7             | 16,7             | 77,1             | 8,9              | 1,0              | 0,6              | 1,0              | 23,1             | 16             | 16             | 36,5           | 51,9           | 0,0            | 75,4           | 6,6            | 1,1            | 0,7            | 1,5            | 22,2           |
| 2010/11                                                                                  | Нью-Йорк | 78               | 78               | 36,8             | 50,2             | 43,5             | 79,2             | 8,2              | 2,6              | 0,9              | 1,9              | 25,3             | 4              | 4              | 33,4           | 38,2           | -              | 66,7           | 7,8            | 1,8            | 0,3            | 0,8            | 14,5           |
| 2011/12                                                                                  | Нью-Йорк | 47               | 47               | 32,8             | 48,3             | 23,8             | 76,5             | 7,8              | 1,1              | 0,8              | 1,0              | 17,5             | 4              | 4              | 34,8           | 55,6           | -              | 75,0           | 6,5            | 0,8            | 1,3            | 0,3            | 15,3           |
| 2012/13                                                                                  | Нью-Йорк | 29               | 0                | 23,5             | 57,7             | -                | 80,8             | 5,0              | 0,4              | 0,3              | 0,7              | 14,2             | 4              | 0              | 8,2            | 38,5           | 100,0          | 100,0          | 2,3            | 0,0            | 0,0            | 0,0            | 3,8            |
| 2013/14                                                                                  | Нью-Йорк | 65               | 21               | 22,6             | 55,7             | -                | 73,9             | 4,9              | 0,5              | 0,4              | 0,6              | 11,9             | Не участвовал  | Не участвовал  | Не участвовал  | Не участвовал  | Не участвовал  | Не участвовал  | Не участвовал  | Не участвовал  | Не участвовал  | Не участвовал  | Не участвовал  |
| 2014/15                                                                                  | Нью-Йорк | 36               | 14               | 24,0             | 54,3             | 0,0              | 74,0             | 6,8              | 1,0              | 0,6              | 0,9              | 12,0             | Не участвовал  | Не участвовал  | Не участвовал  | Не участвовал  | Не участвовал  | Не участвовал  | Не участвовал  | Не участвовал  | Не участвовал  | Не участвовал  | Не участвовал  |
| 2014/15                                                                                  | Даллас   | 23               | 1                | 16,5             | 58,1             | 0,0              | 67,8             | 3,7              | 0,3              | 0,4              | 0,2              | 10,8             | 5              | 0              | 15,0           | 42,9           | -              | 69,2           | 3,2            | 0,6            | 0,2            | 0,6            | 7,8            |
| 2015/16                                                                                  | Майами   | 52               | 36               | 14,7             | 56,6             | -                | 74,6             | 4,3              | 0,5              | 0,3              | 0,8              | 5,8              | 9              | 2              | 9,1            | 57,9           | -              | 100,0          | 1,4            | 0,0            | 0,6            | 0,3            | 3,3            |
|                                                                                          | Всего    | 846              | 696              | 31,0             | 53,7             | 23,6             | 76,1             | 7,8              | 1,2              | 0,8              | 1,2              | 18,9             | 78             | 62             | 30,7           | 51,2           | 25,0           | 75,0           | 7,4            | 0,8            | 0,8            | 1,3            | 18,7           |
| Наведите курсор мыши на аббревиатуры в заголовке таблицы, чтобы прочесть их расшифровку. |          |                  |                  |                  |                  |                  |                  |                  |                  |                  |                  |                  |                |                |                |                |                |                |                |                |                |                |                |

### Статистика в других лигах
| Сезон | Команда              | Лига                 | GP  | GS | MPG  | FG%  | 3P%   | FT%   | RPG | APG | SPG | BPG | PFL | TOV | PPG  |
| --- | -------------------- | -------------------- | --- | -- | ---- | ---- | ----- | ----- | --- | --- | --- | --- | --- | --- | ---- |
| 2016/17 | Все клубы            | Все лиги             | 47  | 41 | 23,0 | 61,6 | 42,1  | 70,3  | 6,0 | 0,3 | 0,4 | 1,2 | 3,2 | 2,3 | 10,7 |
| 2016/17 | Хапоэль (Иерусалим)  | Чемпионат Израиля    | 28  | 22 | 21,1 | 61,3 | 25,0  | 72,3  | 5,6 | 0,3 | 0,3 | 1,2 | 3,0 | 2,0 | 9,3  |
| 2016/17 | Хапоэль (Иерусалим)  | Кубок Европы         | 19  | 19 | 25,8 | 62,0 | 54,5  | 68,1  | 6,6 | 0,4 | 0,5 | 1,2 | 3,4 | 2,7 | 12,8 |
| 2018/19 | Все клубы            | Все лиги             | 33  | 4  | 19,0 | 60,3 | 20,0  | 78,3  | 5,8 | 0,6 | 0,4 | 0,6 | 2,9 | 1,8 | 12,6 |
| 2018/19 | Хапоэль (Иерусалим)  | Лига чемпионов ФИБА  | 18  | 0  | 17,9 | 64,4 | 20,0  | 77,4  | 5,7 | 0,5 | 0,4 | 0,6 | 2,9 | 1,5 | 12,1 |
| 2018/19 | Хапоэль (Иерусалим)  | Чемпионат Израиля    | 15  | 4  | 20,5 | 56,2 | -     | 79,2  | 5,8 | 0,7 | 0,4 | 0,6 | 2,9 | 2,1 | 13,1 |
| 2019/20 | Все клубы            | Все лиги             | 34  | 14 | 18,1 | 56,7 | 37,5  | 79,0  | 5,0 | 0,9 | 0,3 | 0,4 | 2,4 | 1,5 | 10,9 |
| 2019/20 | Фуцзянь Сюньсин      | КБА                  | 11  | 8  | 27,9 | 51,3 | 33,3  | 79,0  | 8,3 | 0,9 | 0,7 | 1,2 | 3,3 | 2,5 | 19,4 |
| 2019/20 | Маккаби (Тель-Авив)  | Чемпионат Израиля    | 17  | 6  | 16,2 | 68,8 | 100,0 | 77,4  | 4,4 | 1,1 | 0,1 | 0,1 | 2,5 | 1,2 | 8,7  |
| 2019/20 | Маккаби (Тель-Авив)  | Евролига             | 6   | 0  | 5,4  | 40,0 | 0,0   | 100,0 | 0,8 | 0,2 | 0,2 | 0,0 | 0,8 | 0,2 | 1,3  |
| Всего | Всего                | Всего                | 114 | 59 | 20,4 | 59,7 | 37,5  | 75,3  | 5,6 | 0,6 | 0,4 | 0,8 | 2,9 | 1,9 | 11,3 |
| В чемпионате Израиля | В чемпионате Израиля | В чемпионате Израиля | 60  | 32 | 19,6 | 61,2 | 33,3  | 75,9  | 5,3 | 0,6 | 0,3 | 0,8 | 2,8 | 1,8 | 10,1 |
| Наведите курсор мыши на аббревиатуры в заголовке таблицы, чтобы прочесть их расшифровку Статистика приведена с сайта basketball.realgm.com |                      |                      |     |    |      |      |       |       |     |     |     |     |     |     |      |